# Ottone Pecorari
Ottone Pecorari (Corona di Mariano del Friuli, 16 novembre 1913 – Amba Arcidam, 15 febbraio 1936) è stato un militare italiano, insignito della medaglia d'oro al valor militare alla memoria nel corso della guerra d'Etiopia.

## Biografia
Nacque a Corona di Mariano del Friuli, provincia di Gorizia, nel 1913, figlio di Francesco e Maria Timmin, all'interno di una modesta famiglia di agricoltori. La sua famiglia si trasferì poi a Ronchi dei Legionari, e lui venne arruolato nel Regio Esercito per prestare servizio militare di leva nell'aprile 1934, assegnato al 3º Reggimento bersaglieri. L'anno successivo partì per l'Eritrea con il reggimento mobilitato in vista dell'inizio delle ostilità con l'Impero d'Etiopia, sbarcando a Massaua il 27 giugno 1935. Dopo l'inizio della guerra d'Etiopia cadde in combattimento sulle alture di Belesat il 15 febbraio 1936, e fu insignito della medaglia d'oro al valor militare alla memoria. Una caserma di Lucinico ha portato il suo nome.

### Fonti
1. 1 2 3 4  Combattenti Liberazione.
2. 1 2 3  Gruppo Medaglie d'Oro al Valor Militare 1965, p. 151.
3. ↑   Medaglia d'oro al valor militare Pecorari, Ottone, su quirinale.it, Quirinale. URL consultato l'11 luglio 2021.